# Hemilamprops normani
Hemilamprops normani är en kräftdjursart som beskrevs av Bonnier 1896. Hemilamprops normani ingår i släktet Hemilamprops och familjen Lampropidae. Inga underarter finns listade i Catalogue of Life.